# ディズニー・ウィッシュ

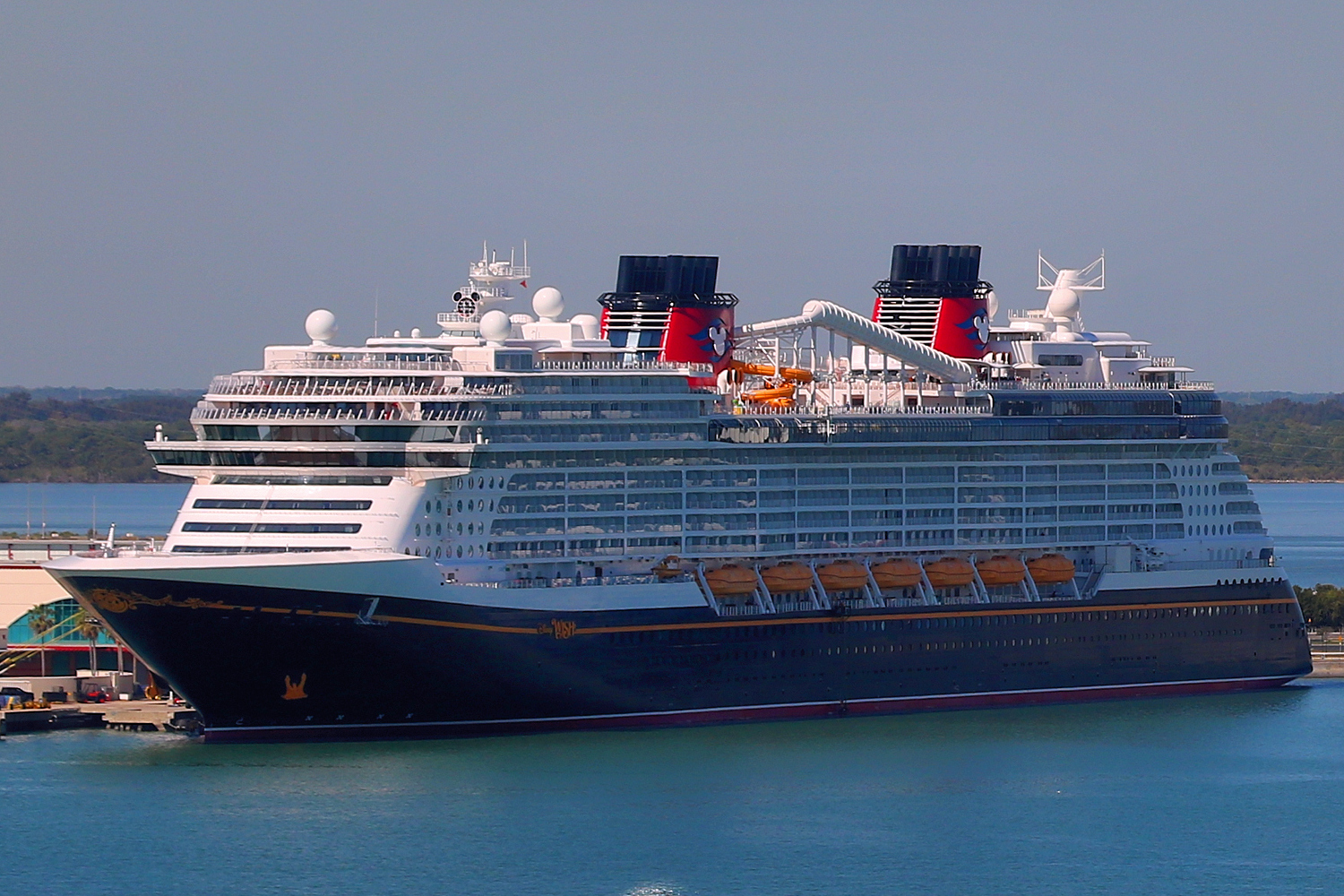
カナベラル港にて(2024年2月)

ディズニー・ウィッシュ（Disney Wish）はディズニー・クルーズ・ラインが運航するクルーズ客船。

## 概要
2016年に2隻の新造船計画が発表され、その後D23EXPO 2019にて2022年の就航計画が発表され、2021年4月29日に2022年6月9日からの就航と2021年5月27日から予約受付開始と発表、その後2022年2月に進水式を行うも新型コロナウイルスの影響を受け就航日を7月14日に順延、6月29日には命名式を実施しメイク・ア・ウィッシュの支援を受けた過去から将来に渡る全ての難病児を「ゴッドチルドレン」として命名者に位置づけ、代表して3名の子供が登壇した。7月14日のポートカナベラル発着でナッソーやディズニー保有のキャスタウェイ・ケイを周遊する6日間のクルーズから就航。液化天然ガスを主な燃料とするデュアルフューエルエンジンを搭載し、燃料効率を30%向上させ温室効果ガス排出量を20%軽減させた。

## 設備

### レストラン・ラウンジ
- 1923[5]

ウォルトとロイ・ディズニー、およびウォルト・ディズニー・アニメーション・スタジオが制作したアニメーション映画に敬意を表した古いハリウッドスタイルのレストラン。
- Arendelle: A Frozen Dining Adventure[5]

アナと雪の女王がテーマのエンターテイメントが楽しめるレストラン
- Star Wars: Hyper Space Lounge[5]

スター・ウォーズの世界観でお酒が楽しめるラウンジ
- Worlds of Marvel[5]

マーベル・シネマティック・ユニバースをモチーフとしたメニューが楽しめる劇場型レストラン

### その他
- AquaMouse[5][9]

ミッキーマウスのワンダフルワールドをベースとしたウォーターライド

## 同型船
- 第2船「ディズニー・トレジャー」が2024年に就航[10]、第3船「ディズニー・デスティニー」を2025年に就航予定[11]。2028年には4番船を日本市場に投入予定[12]。